# 島地勝彦
島地 勝彦（しまじ かつひこ、1941年4月7日 - ）は、日本の雑誌編集者・エッセイスト・バーマン。

## 略歴
東京都世田谷区奥沢に生まれ、4歳から岩手県一関市で育つ。岩手県立一関第一高等学校、青山学院大学卒業。
大学卒業後集英社に入社。以後長きにわたり『週刊プレイボーイ』編集者を務め、1982年に同誌の編集長に就任。「「週刊プレイボーイ」を100万部雑誌に育て上げた人物」（日経ビジネス「乗り移り人生相談」参照）として有名になった。その後『月刊プレイボーイ』『Bart』などの編集長を歴任した後、同社取締役を経て、1998年に子会社の集英社インターナショナルの社長に就任した。
2008年11月に集英社インターナショナルを退社しエッセイストに転向。
編集者時代に柴田錬三郎、今東光、開高健などの担当編集者を務めた経験を生かしたnikkei BPnet連載の『乗り移り人生相談』、東京スポーツの連載コラム『グラマラスおやじの人生智』など、新聞・雑誌で複数のコラムの連載を抱えている。
大のシガー（葉巻きたばこ）好きとしても有名で、本人曰く「シガー歴は40年を超える」とのこと。その経歴から、日本のシガー愛好家グループ『赤帽倶楽部』の会長も務め、現在は『シガーダイレクトクラブ』の会長として、毎月クラブのメンバーとテイスティングをしたものを『リアル・シガー・レビュー＠サロン・ド・シマジ』として公開している。
シガー以外にスコッチウイスキーなどにも造詣が深い。
週末は新宿Men's Isetanにある『サロン・ド・シマジ』のバーカウンターに立ち、全国から来るファンと時間を過ごしている。
2020年4月７日、緊急事態宣言発令の日に東京都港区西麻布にて『オーセンテックバー・サロン・ド・シマジ』をオープン。
現在に至る。

## 著書
- 水の上を歩く? 酒場でジョーク十番勝負（開高健共著、TBSブリタニカ・1989年、のち集英社文庫）
- 甘い生活 男はいくつになってもロマンティックで愚か者（講談社・2009年）
- えこひいきされる技術（講談社+α新書・2009年）
- 乗り移り人生相談 柴田錬三郎・今東光・開高健降臨!（講談社・2010年）
- 愛すべきあつかましさ（小学館101新書・2010年）
- 人生は冗談の連続である。（講談社・2011年）
- 知る悲しみ やっぱり男は死ぬまでロマンティックな愚か者（講談社・2011年11月）
- はじめに言葉ありきおわりに言葉ありき（二見書房・2011年7月）
- 男と女は誤解して愛し合い 理解して別れる 乗り移り人生相談傑作選①（日経BP社・2013年11月）
- 毒蛇は急がない（日経BP社・2014年9月)
- Salon de SHIMAJI バーカウンターは人生の勉強机である（CCCメディアハウス・2014年9月)
- お洒落極道（小学館・2014年12月）

## 島地勝彦を演じた俳優
- 新井浩文 - 全身編集長〜文豪から学ぶオトコの生き方〜（2013年11月27日、NHK BSプレミアム）